# Bolivianischer Schmetterlingsbuntbarsch
Der Bolivianische Schmetterlingsbuntbarsch (Mikrogeophagus altispinosus, Syn.: Papiliochromis altispinosa) ist ein Süßwasserzierfisch aus der Familie der Buntbarsche. Er lebt im Gebiet des Río Iténez in Bolivien und im südwestlichen Brasilien und im Río Mamoré in Bolivien.

## Merkmale
Der Bolivianische Schmetterlingsbuntbarsch ist paarbildend. Das Männchen wird bis zu 9 cm und das Weibchen bis 7 cm groß. Es kann ein Alter von 5 Jahren erreicht werden. Die Geschlechter werden am zweiten Flossenstrahl der Dorsale erkannt. Beim Männchen ist dieser länger als beim Weibchen. Die Weibchen haben außerdem oftmals eine leichte Rotfärbung am Bauch. Kurz vor dem Ablaichen ist das Weibchen an einer kurzen Legeröhre zu erkennen. Der Bolivianische Schmetterlingsbuntbarsch lebt überwiegend in Bodennähe.